# Brewer and Shipley
Brewer and Shipley est un groupe de  folk rock américain. Il est formé en 1967 par Mike Brewer et Tom Shipley, et séparé en 1997.

## Biographie
Natifs du Midwest, Mike Brewer et Tom Shipley commencent séparément une carrière musicale à Los Angeles avant de s'associer et de sortir leur premier album, Down in L.A., en 1968. Avec une musique qui reflète les préoccupations de leur génération, notamment la guerre du Viêt Nam et la liberté politique, ils remportent leur plus grand succès avec leur 3e album, Tarkio (1970), qui atteint la 34e place du Billboard 200 alors que le single One Toke Over the Line, grimpe à la 10e place du Billboard Hot 100 bien qu'il soit interdit de passage sur les radios en raison de paroles présentant la marijuana sous un jour favorable. Leur popularité décline par la suite et le groupe se sépare en 1979 après avoir enregistré sept albums studio.
Le duo se reconstitue à la demande de la station de radio KCFX de Kansas City en 1989 et donne occasionnellement quelques concerts. Ils enregistrent deux nouveaux albums, Shanghai (1995) et Heartland (1997). Michael Brewer vivra par la suite hors de Branson, Missouri. Tom Shipley vivra à Rolla, dans le Missouri, où il y sera recruté à la Missouri University of Science and Technology (anciennement University of Missouri - Rolla).

## Discographie
- 1968 : Down in L.A.
- 1969 : Weeds
- 1970 : Tarkio
- 1971 : Shake Off the Demon
- 1972 : Rural Space
- 1974 : ST11261
- 1975 : Welcome to Riddle Bridge
- 1995 : Shanghai
- 1997 : Heartland